# 김범수 (방송인)
김범수(金範洙, 1968년 10월 29일 ~ )는 대한민국의 방송인 겸 기업가이며 예비역 대한민국 공군 중위이다.

## 생애
그는 서울대학교 경영학과를 학사 학위 직후 공군 학사장교 임관하여 군 복무를 마친 후 1994년 서울 소재 어느 무역투자회사 사원으로 입사하였는데 이듬해 1995년에 TBS 교통방송 6기 공채 아나운서로 이적 입사하였고 4년 후 1999년 SBS 골프 공채 1기 골프 캐스터로 이적하였다가 이듬해 2000년 12월 1일 SBS 서울방송 10기 공채 아나운서로 다시 이적하였다.
그는 《재미있는 TV 천국》, 《금요 컬처 클럽》, 《접속 무비 월드》 등 많은 SBS 프로그램 MC 활동을 하다 2004년 3월에 프리랜서를 선언하며 SBS 서울방송에서 퇴사하였고 프리랜서 선언 이후에도 각각 퇴사한 SBS 서울방송과 TBS 교통방송에서 특집 프로그램 MC 활약을 한 적이 있으며 최근 《님과 함께》, 《비밀 독서단》 등의 TV 방송 프로그램에서 방송인으로 활동하고 있다.

## 학력
- 월계중학교 졸업
- 상문고등학교 졸업
- 서울대학교 경영학과 학사
- 서울대학교 대학원 경영학과 경영학 석사
- 서울대학교 경영대학원 국제경영학과 석사

## 출연작

### 텔레비전 프로그램
- 2001년 SBS 《모닝와이드》
- 2002년 SBS 《재미있는 TV 천국》
- 2003년 SBS 《사랑해요 우리말》
- 2005년 ~ 2008년 TJB 《전국 톱 10 가요 쇼》
- 2008년 ~ 2010년 JTV 《전국 톱 10 가요 쇼》
- 2005년 ~ 2006년 EBS 《장학퀴즈》
- 2007년 ~ 2008년 EBS 《60분 부모》
- 2007년 ~ 2008년 사이언스 TV 《서바이벌! 상상 발전소》
- 2007년 XTM 《젊은 토론 설전》
- 2005년 TJB 《전국 Top10 가요쇼》
- 2008년 TBS 《아이 러브 디자인》
- 2009년 MBC 《세바퀴》
- 2009년 KBS2 《비타민》
- 2011년 OCN 금요드라마《신의 퀴즈 2》- 뉴스 앵커 역
- 2011년 채널 뷰 《추적르포 사라진 가족》
- 2011년 OBS 경인TV 《고교토론 판》
- 2012년 채널 뷰 《추적르포 사라진 가족 시즌2》
- 2012년 채널 뷰 《추적르포 사라진 가족 시즌3》
- 2012년 아이넷TV 《성인가요콘서트》 MC
- 2013년 채널 뷰 《추적르포 사라진 가족 시즌4》
- 2013년 아이넷TV 《스타 쇼쇼쇼》 MC
- 2014년 JTBC 《님과 함께》
- 2015년 JTBC 《님과 함께 2 - 최고의 사랑》
- 2015년 JTBC 《학교 다녀오겠습니다》
- 2015년 MBC 《마이 리틀 텔레비전》
- 2015년 O tvN 《비밀 독서단》
- 2015년 O tvN 《제다이: 제대로 다루는 이슈》
- 2015년 채널A 《풍문으로 들었쇼》
- 2016년 EBS 《EBS 2TV 특집 교육의 미래를 보다》
- 2016년 TV조선 《이슈본색》
- 부산MBC 영남주부가요열창
- 2019년 KBS1 《TV는 사랑을 싣고》
- 2019년 ~ 현재 TV조선 《굿모닝 정보세상》

### 라디오 프로그램(진행, 출연)
- 2002년 SBS FM 《손숙 김범수의 아름다운 세상》
- 2015년 EBS FM 《EBS 책 읽는 라디오 낭독 시리즈》

### 드라마
- 2012년 KBS2 《적도의 남자》 - 'TV 로펌'의 진행자 역